# Bádámi
Bádámi (kannada nyelven: ಬದಾಮಿ, angolul: Badami) város India Karnátaka államában Bengalurutól kb. 500 km-re ÉNy-ra. Lakosainak száma mintegy 26 ezer fő volt 2001-ben. A kisváros életében - hasonlóan a közeli Pattadakal és Aihole településekhez -  meghatározó az idegenforgalom.
Bádámi a Csálukja-dinasztia fővárosa volt 540 és 757 között. Ma a település fő látványossága a barlangtemplomok, amelyet a tömör sziklából vájtak ki a 6. században.

## Galéria

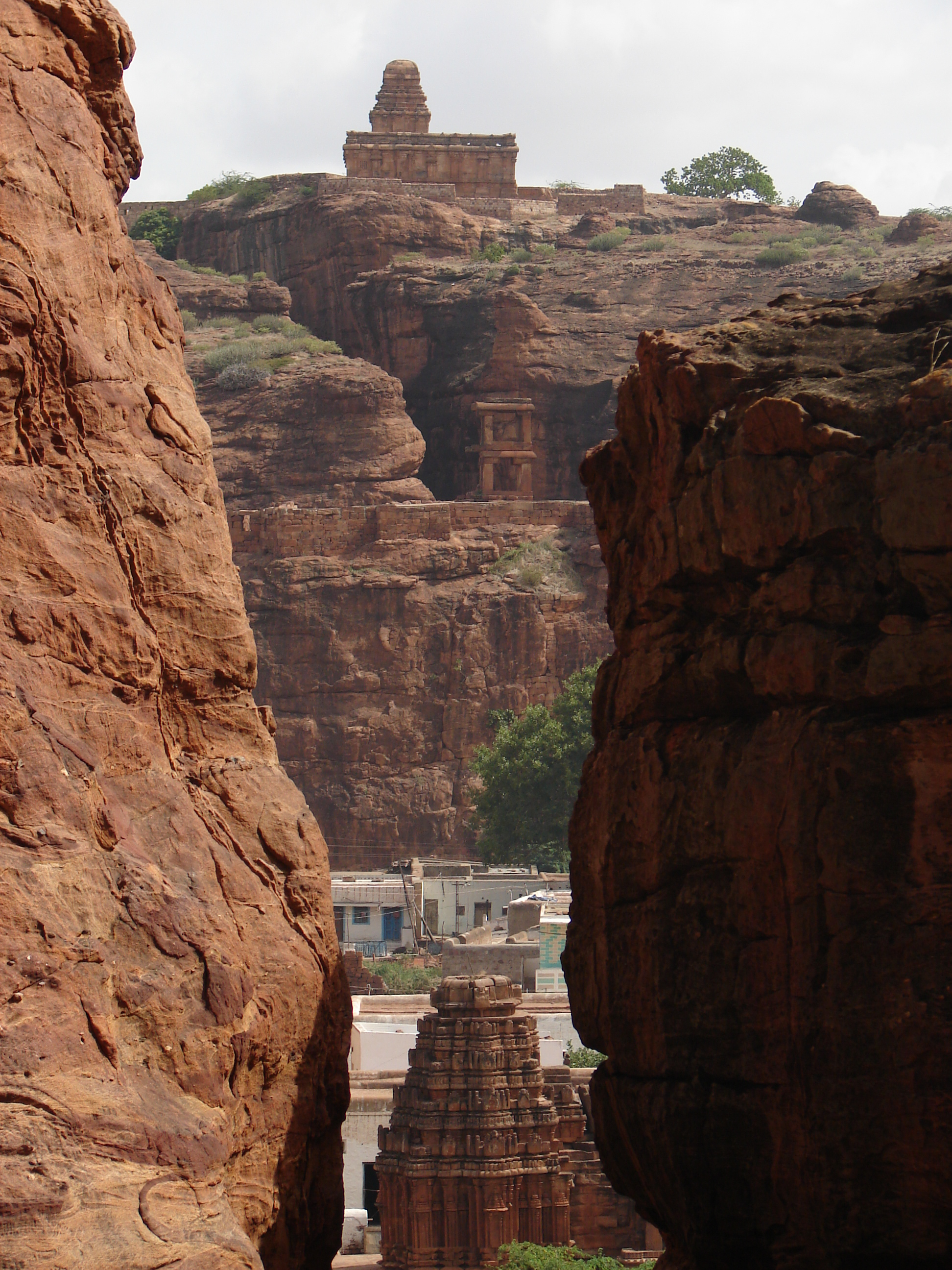
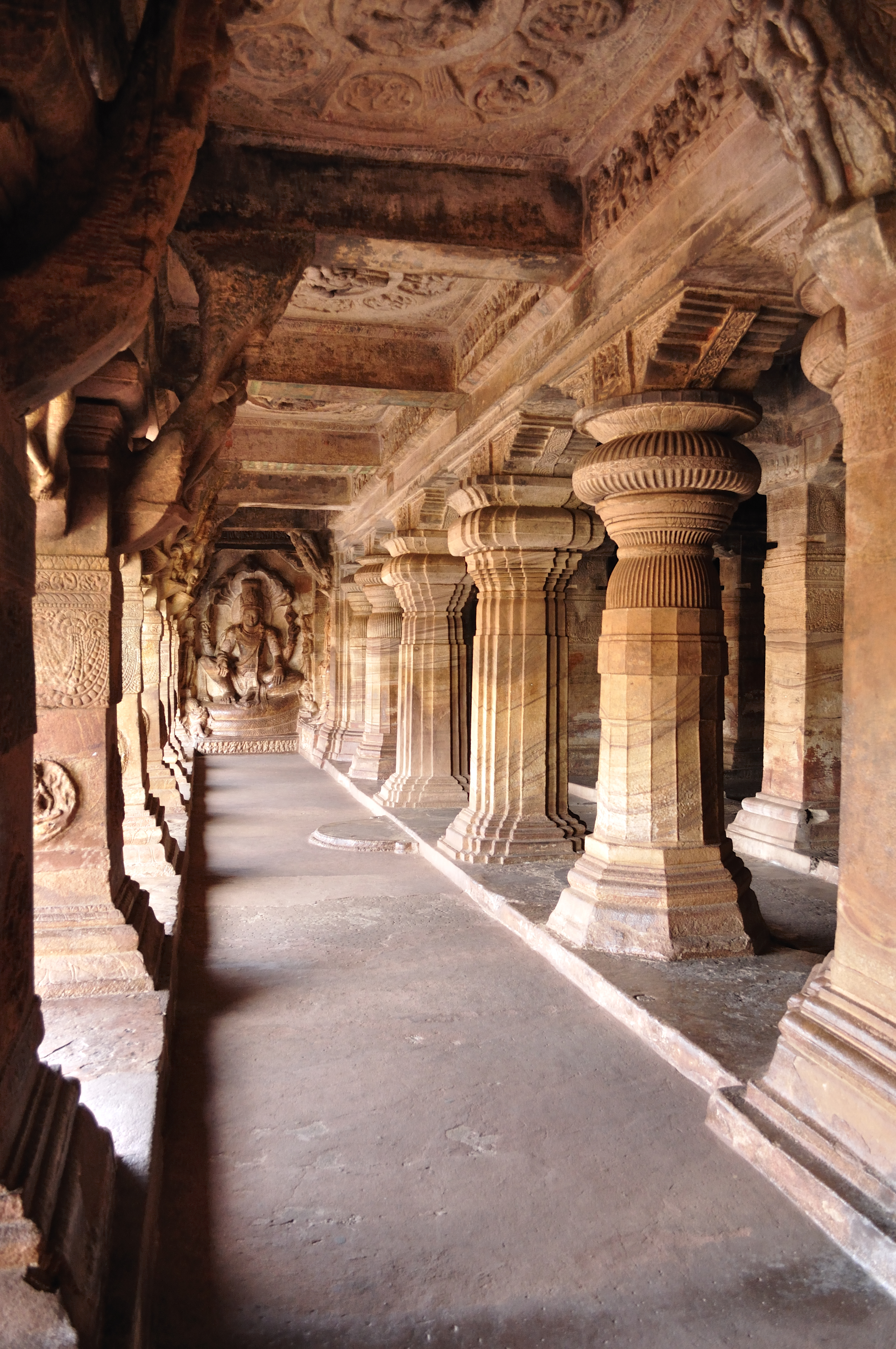
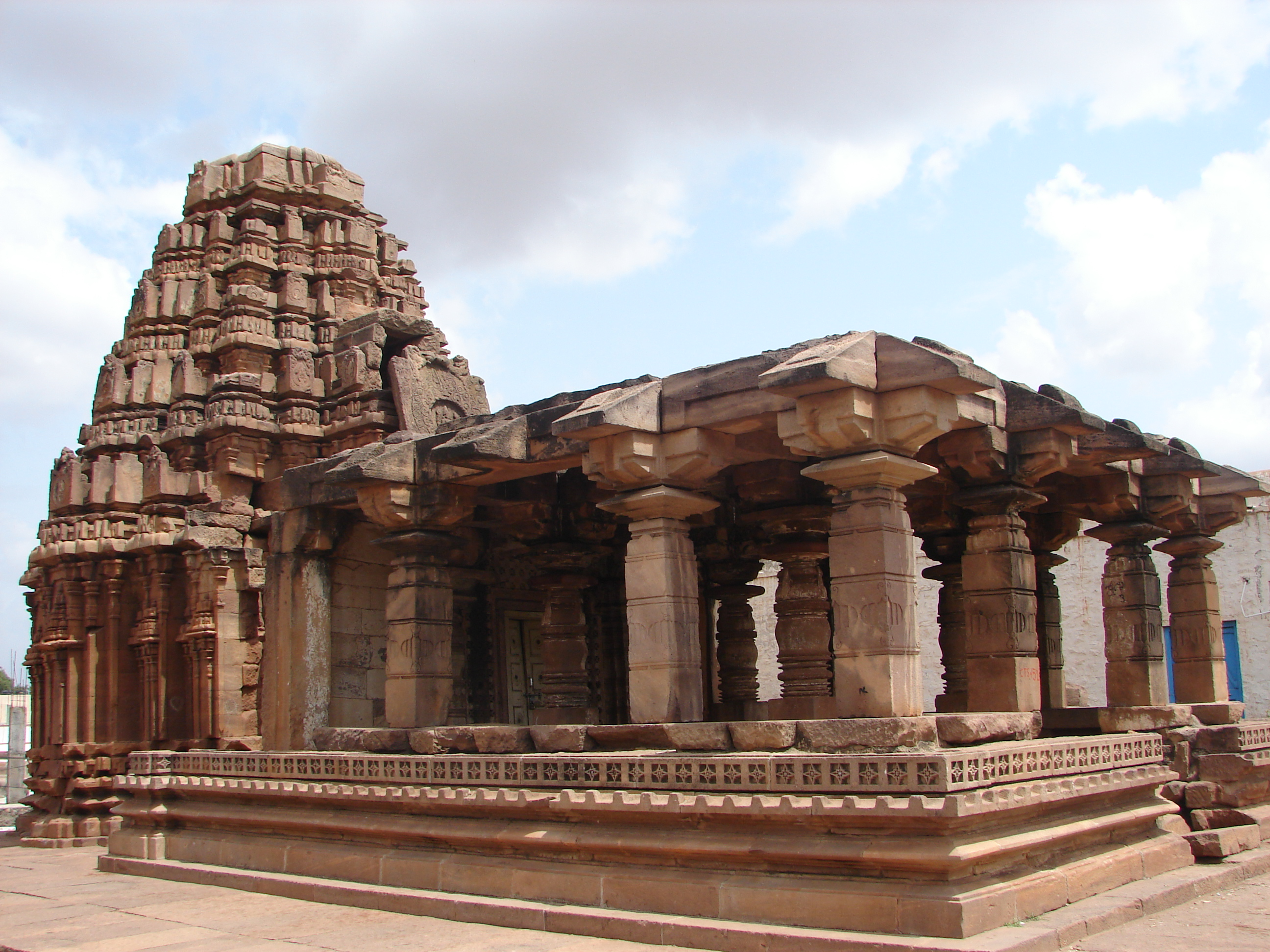

## Fordítás
- Ez a szócikk részben vagy egészben  a   Badami című angol Wikipédia-szócikk fordításán alapul.  Az eredeti cikk szerkesztőit annak laptörténete sorolja fel. Ez a jelzés csupán a megfogalmazás eredetét és a szerzői jogokat jelzi, nem szolgál a cikkben szereplő információk forrásmegjelöléseként.